# Kostel Panny Marie Sněžné (Velké Karlovice)
Dřevěný barokní kostel Panny Marie Sněžné ve Velkých Karlovicích v okrese Vsetín, byl založen v roce 1754 Františkem hrabětem ze Žerotína. Je chráněn jako kulturní památka. Jde o farní kostel farnosti Velké Karlovice, který je unikátní svým architektonickým řešením – je vystavěn ve tvaru řeckého kříže.

## Historie
První mše svatá se v novém chrámu konala 15. srpna 1754, poté byl 21. srpna kostel slavnostně požehnán meziříčským děkanem. Toho dne se také slavila první pouť, a to až do roku 1811. Poté byla přeložena na neděli po 5. srpnu (svátek Panny Marie Sněžné), což platí dodnes.
V roce 1755 zde byl jmenován kaplan, podřízený kostelu v Rožnově, od roku 1784 byl samostatný. Od roku 1843 měla již obec svého faráře.
Interiéry kostela byly původně bez nátěru, a to jak stěny, tak lavice. Před rokem 1900 byl celý kostel vymalován bílou olejovou barvou.
Původní oltář byl v roce 1894 nahrazen současným (podoba původního barokního oltáře je vidět na stěně vedle bočního oltáře sv. Jana Nepomuckého).
V roce 1946 bylo v kostele instalováno elektrické osvětlení. Elektřina přitom byla zavedena i do skleněných lustrů, které kostelu v roce 1892 daroval žid, majitel několika skláren na Valašsku, Salomon Reich.
V roce 2015 byla provedena výměna šindelů ze stěn a střechy. Oprava vyšla na 7 milionů Kč, z toho přes 5 milionů šlo z Fondů EHP a Norska.